# Odisseas Vlachodimos
Odisseas Vlachodimos (Grieks: Οδυσσέας Βλαχοδήμος) (Stuttgart, 26 april 1994) is een Duits-Grieks voetballer die als doelman speelt. Hij verruilde Benfica in september 2023 voor Nottingham Forest. Vlachodimos debuteerde in 2018 in het Grieks voetbalelftal.

## Clubcarrière
Vlachodimos speelde in de jeugd van VfL Wangen en werd in 2002 opgenomen in de jeugdopleiding van VfB Stuttgart. Hij debuteerde op 25 februari 2012 in het tweede elftal, op dat moment actief in de 3. Liga. Zijn ploeggenoten en hij verloren die dag met 1–0 van FC Heidenheim. Vlachodimos speelde in de drie jaar die volgden 68 wedstrijden in het tweede elftal. Hij mocht daarnaast af en toe mee met het eerste als reserve achter Sven Ulreich of Przemysław Tytoń. Zijn debuut in de hoofdmacht kwam er op 29 augustus 2015, tegen Eintracht Frankfurt. Dat was de eerste van drie wedstrijden die hij zou keepen in de Bundesliga.
Vlachodimos verruilde Stuttgart in januari 2016 voor Panathinaikos. Hier werd hij in eerste instantie ook reservedoelman, achter Luke Steele, maar die verdrong hij in november 2016 uit de basis. Hij keepte vervolgens meer dan vijftig wedstrijden in de Super League.
Vlachodimos tekende in juli 2018 bij Benfica. Hier won hij in de voorbereiding op het nieuwe seizoen de concurrentiestrijd van Bruno Varela. Zo werd hij in 2018/19 als eerste doelman voor het eerst in zijn carrière landskampioen. Daarnaast speelde hij dat jaar ook voor het eerst in de Champions League, tegen Bayern München, AEK Athene en Ajax. Vlachodimos bleef 2,5 jaar eerste doelman bij Benfica, maar verloor in februari 2021 zijn plaats drie maanden aan Helton Leite. Coach Jorge Jesus herstelde hem bij aanvang van seizoen 2021/22 niettemin in ere. Benfica en hij kwamen dat jaar tot de kwartfinale van de Champions League. Ze gingen als nummer twee door in een poule met Bayern München en FC Barcelona en versloegen in de achtste finale Ajax. Daarna dolven ze het onderspit tegen de latere finalist Liverpool. Vlachodimos werd in 2022/23 voor de tweede keer landskampioen met Benfica. Hij was dat jaar met twintig tegendoelpunten de minst gepasseerde doelman van de Primeira Liga. Benfica en hij haalden daarnaast voor het tweede jaar op rij de kwartfinale van de Champions League. Na het winnen van een poule met Paris Saint-Germain en Juventus, schakelden ze in de achtste finale Club Brugge uit. Ze liepen zich daarna opnieuw stuk op een latere finalist, deze keer Internazionale.
Vlachodimos begon in augustus 2023 aan zijn zesde seizoen bij Benfica, maar verruilde dat in september voor Nottingham Forest.

## Clubstatistieken
| Seizoen | Club             | Competitie    | Wed. | Doelp. |
| ------- | ---------------- | ------------- | ---- | ------ |
| 2011/12 | VfB Stuttgart II | 3. Liga       | 2    | 0      |
| 2012/13 | VfB Stuttgart II | 3. Liga       | 12   | 0      |
| 2013/14 | VfB Stuttgart II | 3. Liga       | 23   | 0      |
| 2014/15 | VfB Stuttgart II | 3. Liga       | 31   | 0      |
| 2015/16 | VfB Stuttgart    | Bundesliga    | 3    | 0      |
| 2015/16 | Panathinaikos    | Super League  | 1    | 0      |
| 2016/17 | Panathinaikos    | Super League  | 26   | 0      |
| 2017/18 | Panathinaikos    | Super League  | 25   | 0      |
| 2018/19 | Benfica          | Primeira Liga | 34   | 0      |
| 2019/20 | Benfica          | Primeira Liga | 33   | 0      |
| 2020/21 | Benfica          | Primeira Liga | 18   | 0      |
| 2021/22 | Benfica          | Primeira Liga | 32   | 0      |
| 2022/23 | Benfica          | Primeira Liga | 34   | 0      |
| 2023/24 | Benfica          | Primeira Liga | 1    | 0      |
| Totaal  | Totaal           | Totaal        | 275  | 0      |

## Interlandcarrière
Vlachodimos maakte deel uit van alle Duitse nationale jeugdselecties vanaf Duitsland –15. Hij haalde met Duitsland –17 de finale van het EK –17 van 2011 en werd daarmee derde op het WK –17 van 2011. Vlachodimos maakte ook deel uit van het Duitsland –21 dat het EK –21 van 2017 won, alleen kwam hij tijdens dat toernooi zelf niet in actie. Hij was toen vijf wedstrijden reservedoelman achter Julian Pollersbeck.
Vlachodimos debuteerde op 15 november 2018 in het Grieks voetbalelftal. Bondscoach Angelos Anastasiadis maakte hem toen eerste doelman voor een wedstrijd in de UEFA Nations League tegen  Finland. Hij was niet meteen onomstreden, want in de interlands die volgden kregen Alexandros Paschalakis en Vasilios Barkas ook regelmatig de voorkeur. Vanaf oktober 2020 viel de keus in het overgrote deel van de gevallen wel op hem.

## Erelijst
| Competitie                    | Aantal  | Jaren            |         |         |
| Benfica                       | Benfica | Benfica          | Benfica | Benfica |
| ----------------------------- | ------- | ---------------- | ------- | ------- |
| Kampioen Primeira Liga        | 2x      | 2018/19, 2022/23 |         |         |
| Supertaça Cândido de Oliveira | 2x      | 2019, 2023       |         |         |
| Duitsland –21                 |         |                  |         |         |
| Europees kampioen –21         | 1x      | 2017             |         |         |

4 Morato ·
5 Murillo ·
6 Sangaré ·
7 Williams ·
8 Anderson ·
9 Awoniyi ·
10 Gibbs-White ·
11 Wood ·
12 Omobamidele ·
14 Hudson-Odoi ·
15 Toffolo ·
16 Domínguez ·
17 Moreira ·
18 Ward-Prowse ·
19 Moreno ·
21 Silva ·
21 Elanga ·
22 Yates  ·
24 Sosa ·
25 Dennis ·
26 Sels ·
28 Danilo ·
30 Boly ·
31 Milenković ·
32 O'Brien ·
33 Miguel ·
34 Aina ·
Coach: Nuno
· Assistent-coach: Reid